# Збірна Сан-Марино Б з футболу
Збірна Сан-Марино Б з футболу — друга національна збірна, яка представляє Сан-Марино, одну з найменших країн Європи і світу. Управляє збірною Футбольна федерація Сан-Марино.
За збірну виступають представники чемпіонату Сан-Марино, які не мають сан-маринського громадянства, а також футболісти, які є кандидатами до національної збірної Сан-Марино.

## Історія
Створена 1999 року для участі в Кубку регіонів УЄФА. З того часу є постійним учасником цього турніру, проте жодного разу пройти далі Проміжного етапу не змогла.